# Jaroslawski (Primorje)
Jaroslawski (russisch Яросла́вский) ist eine Siedlung städtischen Typs in der Region Primorje (Russland) mit 8269 Einwohnern (Stand 1. Oktober 2021).

## Geographie
Der Ort liegt am südlichen Rand der Chankaniederung, knapp 120 km Luftlinie nördlich der Regionshauptstadt Wladiwostok und 40 km vom Südufer des Chankasees entfernt.
Jaroslawski gehört zum Rajon Chorolski und liegt 30 km südöstlich des Verwaltungszentrums Chorol.

## Geschichte
Die Siedlung wurde 1951 unter dem Namen Jaroslawka gegründet, als in den sich südlich des Ortes bis auf gut 200 m Höhe erhebenden Hügeln (Kusnezowa Sopka) mit der Erschließung von Zinnvorkommen begonnen wurde (ab 1964 Umstellung auf hauptsächlich Flussspat und Baustoffe).
1957 erhielt der Ort unter der heutigen Namensform den Status einer Siedlung städtischen Typs.

### Bevölkerungsentwicklung
| Jahr | Einwohner |
| ---- | --------- |
| 1959 | 6.856     |
| 1970 | 7.118     |
| 1979 | 9.278     |
| 1989 | 11.715    |
| 2002 | 10.254    |
| 2010 | 9.104     |
| 2021 | 8.269     |

Anmerkung: Volkszählungsdaten

## Wirtschaft und Infrastruktur
Ortsbildendes Unternehmen ist das Jaroslawsker Bergbau- und Anreicherungskombinat (Jaroslawski GOK), das in einem bis zu 230 m tiefen Tagebau südlich des Ortes Flussspat sowie Kalkstein- und Gabbroschotter fördert. Der Betrieb ist führender Hersteller von Fluorid-Flussmittelkonzentrat in Russland. Die Vorräte der Lagerstätte können den Gesamtbedarf des Landes auf heutigem Niveau für weitere 50 Jahre decken. Seit 1999 wird auch Zinkkonzentrat produziert; außerdem enthalten die Erze der Lagerstätte Tantal, Niob, Beryllium, Lithium, Rubidium und Caesium.
Jaroslawski ist Endpunkt einer Eisenbahnstrecke, die von der Station Lutschki der Strecke Sibirzewo (an der Transsibirischen Eisenbahn)–Turi Rog abzweigt (Stationsname Jaroslawka-Primorskaja; nur Güterverkehr). Durch den Ort führt die Regionalstraße 05-N263, die südlich Sibirzewo von der 18 km östlich vorbeiführenden Fernstraße A370 Ussuri Chabarowsk–Wladiwostok abzweigt und nach Komissarowo führt, einem Dorf in der dünn besiedelten Mittelgebirgslandschaft an der Grenze zur Volksrepublik China.